# Empresas CMPC
CMPC é um grupo chileno controlado pela família Matte e que foi criado no dia 12 de março de 1920. Sua origem oriunda da fusão das empresas de papel Ebbinghaus, Haensel & Cía e a Comunidad Fábrica de Cartón Maipú.
O grupo representa uma das principais empresas na área florestal na América Latina e está presente em mais de 50 países nos cinco continentes. Com mais de 25 fábricas, conta com aproximadamente 8 mil colaboradores operando em 5 áreas de negócios, através das seguintes empresas: CMPC Florestal, CMPC Celulose, CMPC Papéis, CMPC Tissue e CMPC Produtos de Papel. A companhia tem uma rede de comercialização de exportação diversificada que atinge mais de 200 clientes em 30 países.
No Brasil a Unidade Celulose Riograndense, instalada em Guaíba, representa o grupo. A unidade foi comprada pelo grupo chileno em 2009.
Em dezembro de 2021 o grupo anunciou a compra da Iguaçu Celulose e Papel S.A, que atuava no Paraná e Santa Catarina. A negociação resultou na aquisião de todas as unidades da Iguaçu por 945,7 milhões de reais. Além da unidade florestal, foram adquiridas as plantas de Piraí do Sul, São José dos Pinhais e Campos Novos.